# Tubao
Tubao est une municipalité de quatrième classe située dans la province de La Union, aux Philippines.
Au recensement de 2010, la cité comptait une population de 26 993 personnes.